# 普萊森特希爾 (北卡羅萊納州威爾克斯縣)
普萊森特希爾（英語：Pleasant Hill）是位於美國北卡羅萊納州威爾克斯縣的普查規定居民點。

## 人口
根據2020年美國人口普查的數據，普萊森特希爾的面積為6.70平方千米，皆為陸地。當地共有人口831人，而人口密度為每平方千米124.03人。